# Februar 1997
Portal Geschichte | Portal Biografien | Aktuelle Ereignisse | Jahreskalender | Tagesartikel

◄ |
19. Jahrhundert |
20. Jahrhundert
| 21. Jahrhundert

◄ |
1960er |
1970er |
1980er |
1990er
| 2000er | 2010er | 2020er | ►

◄ |
1993 |
1994 |
1995 |
1996 |
1997
| 1998 | 1999 | 2000 | 2001 | ►

◄ |
November 1996 |
Dezember 1996 |
Januar 1997 |
Februar 1997 |
März 1997 |
April 1997 |
Mai 1997 |
►
Dieser Artikel behandelt aktuelle Nachrichten und Ereignisse im Februar 1997.

## Tagesgeschehen

### Sonntag, 2. Februar 1997
- Vaduz/Liechtenstein: Bei den Landtagswahlen entfallen 49,23 % der Parteistimmen auf die sozial-konservative Vaterländische Union (VU). Für die christlich-konservative Fortschrittliche Bürgerpartei (FBPL) entscheiden sich 39,2 % der Wähler.[1]

### Montag, 3. Februar 1997
- Islamabad/Pakistan: Die Wahlberechtigten sind nach der vorzeitigen Auflösung der Nationalversammlung im November 1996 aufgerufen, ein neues Unterhaus zu wählen, dabei macht allerdings nur jeder dritte Wahlberechtigte von seinem Wahlrecht Gebrauch. Die Muslimliga unter Führung des vor vier Jahren als Premierminister abgewählten Kandidaten Nawaz Sharif erhält bei der Wahl 137 Sitze und damit eine Zwei-Drittel-Mehrheit.[2]

### Dienstag, 4. Februar 1997
- She'ar Yashuv/Israel: Zwei Hubschrauber der israelischen Streitkräfte gehen nach einem Zusammenstoß in der Luft zu Boden, dabei sterben 73 Insassen. Die beiden Maschinen waren auf dem Weg in den Libanon, um an einer Operation gegen die Terrororganisation Hisbollah teilzunehmen.[3]

### Freitag, 7. Februar 1997
- Chandigarh/Indien: Im nordwestlichen Bundesstaat Punjab gewinnt das zum ersten Mal angetretene Bündnis aus zwei nationalistischen Parteien der Hindu (Indische Volkspartei) und der Sikh (Höchste Partei Gottes) bei der Wahl zum bundesstaatlichen Parlament.[4]

### Montag, 10. Februar 1997
- Tirana/Albanien: Angesichts gewaltsamer ziviler Proteste v. a. in Vlora nach dem Verlust von Anlagevermögen in Höhe von umgerechnet mehreren Millionen US-Dollar unter Privatleuten erklärt Ministerpräsident Aleksandër Meksi von der Demokratischen Partei die Aufstände zum Werk linksextremer Gruppierungen, während die Opposition dem Regierungschef eine Zusammenarbeit mit den insolventen Anlagefirmen unterstellt.[5][6]

### Mittwoch, 12. Februar 1997

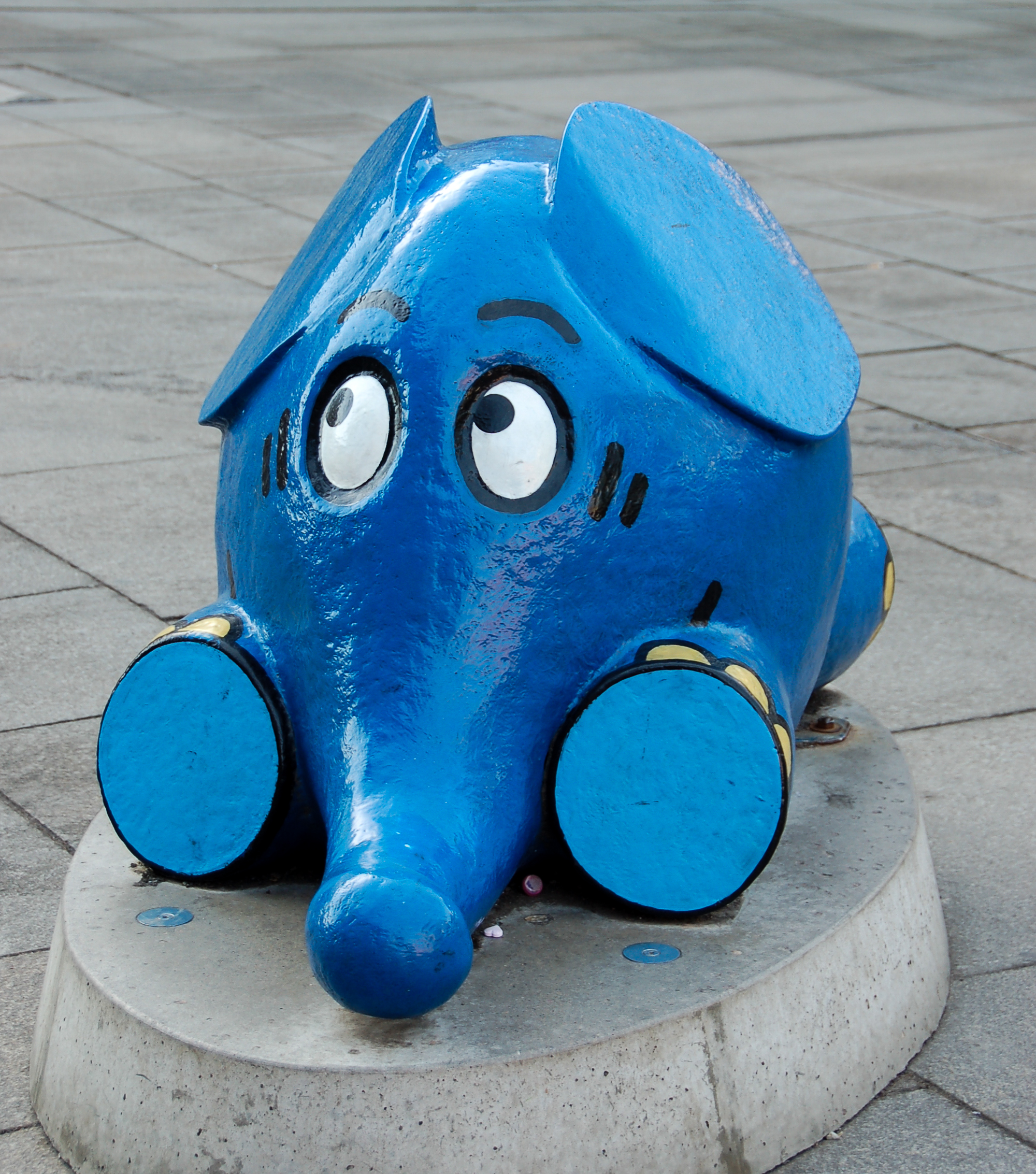
Zur Sendung mit der Maus gehört ein Elefant

- Berlin/Deutschland: Die Sendung mit der Maus wird als beste Kinder-TV-Sendung mit der Goldenen Kamera ausgezeichnet.[7]
- Peking/China: Aus Nordkorea flieht der bisher ranghöchste Politiker seit der Staatsgründung, als Hwang Jang-yop in der südkoreanischen Botschaft einen Antrag auf politisches Asyl stellt. Er wird als so genannter „Top-Ideologe“ der nordkoreanischen Partei der Arbeit betrachtet.[8]

### Donnerstag, 13. Februar 1997
- Berlin/Deutschland: Die 47. Internationalen Filmfestspiele Berlin werden mit dem Film Fräulein Smillas Gespür für Schnee des dänischen Regisseurs Bille August eröffnet.[9]
- New York/Vereinigte Staaten: Der Aktienindex Dow Jones Industrial Average notiert am Ende des Parketthandels bei circa 7.022 Indexpunkten und damit zum ersten Mal in seiner etwa einhundertjährigen Geschichte bei mehr als 7.000 Punkten am Ende eines Handelstags.[10]

### Freitag, 14. Februar 1997
- Ruhrgebiet/Deutschland: Auf 93 km Länge demonstrieren rund 220.000 Menschen im „Band der Solidarität“ für den Fortbestand der betriebsnotwendigen Steinkohle-Subventionen durch den Bund.[11]

### Sonntag, 16. Februar 1997
- Seoul/Südkorea: Unbekannte schießen zweimal auf den 36-jährigen nordkoreanischen Überläufer Lee Han-young. Der Getroffene, der dem Anschlag voraussichtlich erliegen wird, ist ein Neffe der ersten Frau des amtierenden nordkoreanischen so genannten „Obersten Führers“ Kim Jong-il.[12]

### Montag, 24. Februar 1997
- Berlin/Deutschland: Die Jury der 47. Internationalen Filmfestspiele Berlin zeichnet den Film Larry Flynt – Die nackte Wahrheit des in der Tschechoslowakei geborenen amerikanischen Regisseurs Miloš Forman als besten Beitrag des Festivals mit dem Goldenen Bären aus.[13]

### Mittwoch, 26. Februar 1997
- New York/Vereinigte Staaten: Bei den 39. Grammy Awards gewinnt der amerikanische Rhythm-and-Blues-Musikproduzent Babyface, geboren als Kenneth Brian Edmonds, zum dritten Mal in Folge die Auszeichnung für den Produzenten des Jahres.[14]
- Wien/Österreich: Im Prozess um die stärkere Einbindung Österreichs in internationale und supranationale Organisationen lehnt der Nationalrat die Ziele des Volksbegehrens zur Neutralität des Landes ab. Die Initiatoren der Kampagne legten dem Parlament circa 360.000 Unterschriften von Neutralitätsbefürwortern vor.[15]

### Freitag, 28. Februar 1997
- Ankara/Türkei: Der Generalstab der türkischen Streitkräfte fasst auf der Tagung des Nationalen Sicherheitsrats ein Memorandum gegen die islamistische Tendenz der Regierung von Necmettin Erbakan. Zu den Sofortmaßnahmen gehört, dass der Besuch von Koranschulen erst nach Absolvierung der achtjährigen Pflichtschulzeit gestattet ist.[16]
- Ardabil/Iran: Bei einem Erdbeben der Stärke 6,0 Mw im Nordwesten des Iran sowie in den Ländern Armenien und Aserbaidschan kommen mindestens 1.100 Menschen ums Leben, die meisten in der iranischen Provinz Ardabil.[17]